# Церебрастенія
Церебрастенія або церебрастенічний синдром (від лат. cerebrum — головний мозок та від грец. ἀσθένεια — безсилля) — особлива патологія, яка може свідчити про розвиток психоорганічного синдрому. Як правило, крім підвищеної хронічної стомлюваності характерними симптомами для цього захворювання є запаморочення, порушення пам'яті, астенічний синдром та тривалі головні болі.
Церебрастенія може розглядатися як наслідок атеросклерозу головного мозку, але найчастіше розвивається після травм головного мозку. Попри соматичні симптоми, церебрастенію відносять до психіатричної патології. Ця патологія не має характерних вікових груп, вражаючи як дітей, так і дорослих. Найбільш прозора назва захворювання — виснаження головного мозку або нервове виснаження.

## Причини виникнення
Причин, які можуть спричинити таку неприємну патологію, багато. Їх можна розділити на специфічні та поширені причини. До найпоширеніших причин можна віднести загальні негативні фактори, які, впливаючи на організм людини, можуть спровокувати розвиток тієї чи іншої патології. Серед них:
- шкідливі звички (куріння та зловживання алкоголем);
- складна стресова ситуація;
- тривалі важкі фізичні навантаження;
- порушення сну;
- зловживання тонізуючими напоями (кава, міцний чай, енергетичні напої).

До специфічних причин можна віднести такі:
- захворювання судин головного мозку, наприклад, атеросклероз судин головного мозку;
- черепно-мозкові травми, при яких розвиваються органічні ураження мозку;
- хронічна інтоксикація організму токсичними для нервової системи речовинами;
- деякі соматичні захворювання, наприклад, печінкова енцефалопатія чи цукровий діабет.

## Симптоми
Насамперед слід розрізняти симптоми, які чітко характеризують розвиток церебрастенічного синдрому та симптоми, які вважаються опортуністичними та розвиваються через специфічні причини. Іншими словами, слід розрізняти церебрастенію як основне захворювання і як наслідок іншого захворювання, симптомом якого є церебрастенічний синдром.
Церебрастенія — психічний патологічний стан, який важко назвати хронічним захворюванням (щодо психіатрії).
Люди, які страждають на цю недугу, відрізняються особливою запальністю, емоційною нестриманістю, часто є ініціаторами різних конфліктів, відчуваючи при цьому почуття провини за скоєне. Вони швидко втомлюються, схильні до депресивного стану, незадоволені собою та своїм життям. Пацієнти скаржаться на те, що часто відчувають нудьгу, втрачають інтерес до раніше улюблених занять. Також скаржаться на моторні порушення мовного апарату з подальшим зменшенням словникового запасу, у результаті чого пацієнтові стає складно формулювати власну думку. При подальшому розвитку синдрому вони стають більш забудькуватими, розсіяними.

## Соматичні ознаки
- Часті головні болі різної інтенсивності;
- метеозалежність, чутливість до перепадів тиску;
- порушення пам'яті, концентрації уваги;
- порушення сну (пацієнти не мають проблем із засинанням, але їхній сон уривчастий).

Соматика посилюється під впливом стресів, емоційних переживань.
Якщо церебрастенія розвивається як результат черепно-мозкової травми, то пацієнти скаржаться та дратівливо реагують на яскраве світло, колір, гучні та несподівані звуки. Якщо ж церебрастенія є симптомом основного захворювання, то в клінічну картину входять й інші симптоми, що розвиваються при провокувальному захворюванні.

## Діагностика
Як правило, діагностувати таке захворювання може не лише психіатр, а й невролог. При скаргах пацієнта на часті чи навіть хронічні головні болі, за наявності відповідного психічного статусу, у пацієнта слід запідозрити саме це захворювання. Підтвердити діагноз допоможе магнітно-резонансна томографія, за результатами якої можна знайти патологічні зміни структур головного мозку.